# Філіпп Франц фон Зібольд
Філіпп Франц фон Зібольд (нім. Philipp Franz Balthasar von Siebold; 17 лютого 1796 року Вюрцбург, Німеччина — 18 жовтня 1866 року Мюнхен, Німеччина) — німецький ботанік та дослідник Японії.
Під час своїх поїздок до Японії в 1823–1830 та 1859–1862 роках вперше описав та систематизував деякі види ендеміків флори та фауни Японського архіпелагу.
Перший популяризатор досягнень західної медицини в Японії.

## Біографія
1820 року закінчив медичний факультет Вюрцбурзького університету. 1822 року вступив на службу в збройні сили Нідерландів як військовий лікар. На початку 1823 року був відряджений до Нідерландської Ост-Індії, звідки вже через декілька місяців Зібольд був переведений на японський острів Дедзіма для обслуговування місцевої голландської колонії. В Японії йому надали наложницю, колишню куртизанку Такі, яка народила Зібольду дочку Іне. Вона першою серед японців стала лікарем західного зразка.
У Едо Зібольд придбав у імператорського бібліотекаря мапу Японії, за що був висланий з країни за нібито збір «секретної інформації». 1830 року повернувся в Голландію; отримавши прощення, в 1859-1862 роках знову жив у Японії, потім у Вюрцбурзі.
Численні етнографічні матеріали, привезені Зібольдом з Японії, лягли в основу колекції Національного музею етнології. Саджанці чайного куща, нелегально вивезені ним з Японії, дозволили почати культивування чаю на нідерландській Яві. Зібольд вперше привіз до Європи такі відомі зараз садові рослини, як Хоста та Гортензія. 

## Окремі публікації
- «Flora japonica» (Лейден, 1835);
- «Nippon, Archief voor de beschrijving van Japan» (Лейден, 1832);
- «Chinezisch-japanezisches Wörterbuch» (Лейден, 1838–1841);
- «Catalogus librorum Japan.» (Лейден, 1841);
- «Fauna japonica» (7 т., Лейден, 1833–1851; разом з Темінком, Г. Шлегелем та де Ганом);
- «Isagoge in bibliothecam japon.» (Лейден, 1811);
- «Bibliotheca japonica» (6 т., Лейден, 1833–1841; разом з Й. Гофманом).

## Рослини, названі на честь Зібольда
- Acer sieboldianum
- Calanthe sieboldii
- Clematis florida var. sieboldiana (syn: C. florida 'Sieboldii' & C. florida 'Bicolor')
- Corylus sieboldiana
- Dryopteris sieboldii
- Hosta sieboldii
- Magnolia sieboldii
- Malus sieboldii
- Primula sieboldii
- Prunus sieboldii
- Sedum sieboldii
- Tsuga sieboldii
- Viburnum sieboldii